# IC 3403
IC 3403 је спирална галаксија у сазвјежђу Береникина коса која се налази на листи објеката дубоког неба у Индекс каталогу.
Деклинација објекта је + 24° 37' 58" а ректасцензија 12h 29m 1,6s. Привидна величина (магнитуда) објекта IC 3403 износи 14,9 а фотографска магнитуда 15,7. IC 3403 је још познат и под ознакама CGCG 129-3, KUG 1226+249B, PGC 41105.